# Rocca Bernauda
La Rocca Bernauda (Roche Bernaude in francese) è una montagna delle Alpi alta 3.225 m. È il punto più occidentale d'Italia dopo la cessione alla Francia della Valle Stretta (Vallée Étroite) col Trattato di Parigi del 1947.

## Storia
La vetta della montagna fu salita per la prima volta il 29 giugno 1885 dai soci del CAI di Torino Leopoldo Barale, Michelangelo Borgarelli ed Edoardo Firez, accompagnati dalla guida alpina Augusto Sibille. 

## Caratteristiche
Si trova nelle Alpi Cozie nei pressi di Bardonecchia tra la Val di Susa, la Val Durance e la Maurienne bagnata dall'Arc. È geologicamente composta da quarziti e gneiss, soprattutto nella cima.

## Salita alla vetta
Si può salire sulla vetta partendo dalla Valle Stretta. Raggiunto il Piano della Fonderia (1.911 m) si attraversa il Rio di Valle Stretta e si sale fino a raggiungere il colle tra la Rocca Bernauda e la Punta Baldassarre. Arrivati al colle la vetta è raggiungibile per cresta.